# Parafia św. Marii Magdaleny w Biłgoraju
Parafia Świętej Marii Magdaleny w Biłgoraju – parafia rzymskokatolicka w Biłgoraju, siedziba dekanatu Biłgoraj Południe. Jej proboszczem jest ks. Witold Batycki. Mieści się przy ulicy Krzeszowskiej, w dzielnicy Puszcza Solska. 

## Historia
Pierwsze informacje o działalności duszpasterskiej na terenie parafii sięgają roku 1603, gdy wybudowano kapliczkę na miejscu objawień św. Marii Magdaleny. W 1644 roku erygowano parafię, a w 1692 roku działalność duszpasterską w niej rozpoczęli franciszkanie konwentualni. Po kasacie zakonu w 1864 roku w parafii pracują księża diecezjalni.

## Zasięg parafii
Parafia obejmuje ulice: Armii Krajowej numery: 1–6, Armii Kraków numery: od 12 do końca ulicy, Bohaterów Monte Cassino, Chopina, Cicha numery parzyste: 2–30, Dra Pojaska, Gen. Komorowskiego, Gen. Sikorskiego numery nieparzyste, Kombatantów, Konopnickiej, Kościuszki numery: 93 do końca, Krzeszowska, Mickiewicza, Motorowa, Nowakowskiego, Piaskowa, I Armii Wojska Polskiego, Prusa, Puszkina, Radzika, Sienkiewicza, Sikorskiego numery nieparzyste, Skłodowskiej, Słowackiego, Spokojna, Tarnogrodzka, Wańkowicza, „Wira” Bartoszewskiego, Wiejska, Żeromskiego.
Miejscowości należące do parafii: Brodziaki, Dereźnia Majdańska, Dereźnia Solska, Dereźnia-Zagrody, Korczów,  Okrągłe,  Podlesie, Ruda Solska, Smólsko Małe, Wola Dereźniańska.

## Proboszczowie
- ks. Witold Batycki (2007 – )[2]